# An Coimisinéir Teanga
 (janvier 2021).
Le Coimisinéir Teanga en français : « commissaire linguistique » est un poste créé par la Loi sur les langues officielles de 2003 (en irlandais : Acht na dTeangacha Oifigiúla 2003 ; en anglais : Official Languages Act 2003) en Irlande pour promouvoir et préserver la langue respective des irlandophones et des anglophones en Irlande. Le Coimisinéir est nommé par le Président de l'Irlande.

## Rôle
Le travail du Coimisinéir est principalement de surveiller l'application des articles de la Loi sur les langues officielles de 2003, qui donne une force juridique au statut constitutionnel de « première langue officielle » du pays à la langue irlandaise et de « deuxième langue officielle » à l'anglais. Le bureau du Coimisinéir conçoit des programmes linguistiques pour les entités publiques pour s'assurer qu'elles remplissent leur mission d'après leur responsabilité envers les locuteurs des deux langues officielles. Les entités privées ne sont officiellement pas concernées par la Loi, mais des dispositions existent pour étendre l'applicabilité de la loi à l'avenir.

## Liste des commissaires
- Seán Ó Cuirreáin, 2004-2014
- Rónán Ó Domhnaill, depuis 2014